# Karna Manga
Karna Manga est un village de la commune de Mbe situé dans la région de l'Adamaoua et le département de la Vina au Cameroun. Il se trouve sur la route qui relie Ngaoundéré à Karna et à Garoua.

## Population
En 1967, la localité comptait 571 habitants, principalement des Dourou. Lors du recensement de 2005, 848 personnes y ont été dénombrées.

## Infrastructures
Karna Manga dispose d'une école, d'un centre de santé et d'une mission catholiques.